# Emīla nedarbi
Emīla nedarbi är en sovjetisk-lettisk TV-film från 1985 som regisserades av Varis Brasla och bygger på Astrid Lindgrens barnböcker om Emil i Lönneberga. Filmen producerades av Riga filmstudio.

## Handling
Lille Emil bor med sina föräldrar och lillasyster på en gård. I sina föräldrars ögon är han en fruktansvärd skojare. Fadern börjar bli rädd för hans nya upptåg och försöker hålla sin son borta från allvarliga saker.

## Rollista
- Māris Sonnenbergs-Sambergs – Emil
- Madara Dišlere – Ida
- Dace Evera – mamma
- Uldis Dumpis – pappa
- Diāna Zande – Lina
- Rūdolfs Plēpis – Alfred
- Vija Artmane – kommendoran
- Dina Kuple – Krösa-Maja
- Ēvalds Valters – Stolle-Jocke
- Olga Krūmiņa – fru Petrell
- Harijs Liepiņš – Emil som vuxen
- Jānis Zariņš  – doktorn
- Imants Adermanis

## Produktion
Filmen spelades in i Kuldīga, Ogre och Ēdole slott i Padure och Alsunga kommun.